# Landschaftsschutzgebiet Mergelkuhle östlich Billerbeck
Das Landschaftsschutzgebiet Mergelkuhle östlich Billerbeck mit etwa 1,8 ha Flächengröße liegt im Stadtgebiet von Horn-Bad Meinberg. Es wurde 2005 mit dem Landschaftsplan  Nr. 10 Horn-Bad Meinberg/Schlangen durch den Kreistag des Kreises Lippe als Landschaftsschutzgebiet (LSG) ausgewiesen.

## Beschreibung
Das Landschaftsschutzgebiet liegt östlich von Belle. Nördlich grenzt direkt die L823 (Steinheimerstraße) an. Das LSG umfasst eine aufgelassene Mergelgrube mit einem isoliert liegenden Biotopmosaik aus Kleingewässern mit verschiedenen Röhrichtgesellschaften und Weidengebüsch. Bei Ausweisung waren Schuttablagerungen im LSG vorhanden.
Zum Wert des Schutzgebietes führt der Landschaftsplan aus: „Der gut ausgebildete Komplex hat Bedeutung als Lebensraum seltener Tier- und Pflanzenarten.“

## Schutzzwecke für das LSG
Laut Landschaftsplan erfolgte die Ausweisung des LSG
- „zur Erhaltung der Leistungsfähigkeit des Naturhaushaltes,“
- „zur Erhaltung und Wiederherstellung eines Waldbereiches mit unterschiedlichen Feuchtestufen,“
- „zur Erhaltung eines Waldkomplexes in der Zerfallphase, wegen der Eigenart und Schönheit des alten Hudewaldes,“
- „zur Sicherung der das Landschaftsbild prägenden Alt- und Totholzbestände.“[1]

## Rechtliche Vorschriften
Im Landschaftsschutzgebiet ist unter anderem das Errichten bzw. Anlegen von Bauten und Fischteichen verboten. Grün- und Brachland darf nicht in eine andere Nutzungsart umgewandelt oder umgebrochen werden. Es ist im LSG verboten, Hunde frei laufen zu lassen, ausgenommen ist die ordnungsgemäße Jagd und Hof- und Gartenbereiche. Obstbäume auf Obstwiesen und Einzelbäume dürfen nur gefällt werden, wenn dies einvernehmlich mit der Unteren Landschaftsbehörde abgestimmt wurde und entsprechende Ersatzbäume gepflanzt werden.